# Анђера
Анђера (итал. Angera) је насеље у Италији у округу Варезе, региону Ломбардија.
Према процени из 2011. у насељу је живело 4724 становника. Насеље се налази на надморској висини од 218 м.

## Становништво
Према резултатима пописа становништва 2011. у општини је живело 5.622 становника.
| 1931. | 1936. | 1951. | 1961. | 1971. | 1981. | 1991. | 2001. | 2011. |
| ----- | ----- | ----- | ----- | ----- | ----- | ----- | ----- | ----- |
| 3.373 | 3.451 | 4.129 | 4.397 | 4.934 | 5.267 | 5.396 | 5.477 | 5.622 |